# Бреславка
Бресла́вка — село Усманского района Липецкой области. Центр Бреславского сельсовета. 
Расположена на левом берегу реки Усманки.

## История
Возникло в начале XVIII века. Первое упоминание в источниках относится к 1777 году, когда здесь была построена каменная церковь на средства полковника Никифора Марина. 

«Усманский уезд постепенно все далее расширяется на восток, появляются все новые села… К 1777 году появился и ряд других владельческих деревень — Андросовка, Бреславка, Ростовка, Дмитриевка и др.»

В начале XIX века село было продано новому владельцу — полковнику Шубину. Его фамилия стала вторым названием населенного пункта — Шу́бино.
- 1862 год в Бреславке 23 двора, 326 жителей, 2 завода, мельница.
- 1880 год — село стало центром волости, открыта школа.
- 1917 год — 520 дворов, 3977 жителей.

## Население
| 1862 | 1917  | 2006 | 2010 | 2011 |
| ---- | ----- | ---- | ---- | ---- |
| 326  | ↗3977 | ↘517 | ↘485 | →485 |